# Rhodococcus luberonensis
Rhodococcus luberonensis är en insektsart som beskrevs av Imré Foldi, Kozar in Foldi, Kozar och Hodgson 2001. Rhodococcus luberonensis ingår i släktet Rhodococcus och familjen skålsköldlöss.
Artens utbredningsområde är Frankrike. Inga underarter finns listade i Catalogue of Life.